# Mytilus
Mytilus, rod morskih školjaka iz porodice Mytilidae u koje pripada ukupno šest vrsta, od kojih su neke gastronomski specijaliteti. Rod je opisao Linnaeus 1758.

## Vrste
- Mytilus californianus Conrad, 1837
- Mytilus coruscus Gould, 1861
- Mytilus edulis Linnaeus, 1758, plava dagnja, Vrsta M. edulis raširena je od Baltičkog mora i Sjevernog mora i Atlantskog oceana na sjeveru,  sve do obala Portugala na jugu.
- Mytilus galloprovincialis Lamarck, 1819, mediteranska dagnja, komercijalno najvažnija vrsta školjkaša na Jadranu.
- Mytilus planulatus Lamarck, 1819
- Mytilus trossulus Gould, 1850